# Костенко, Михаил Фёдорович
Михаи́л Фёдорович Косте́нко (1912—1995) — подполковник Советской Армии, участник Великой Отечественной войны, Герой Советского Союза (1946).

## Биография
Родился 20 сентября 1912 года в Ростове-на-Дону. После окончания семи классов школы и школы строительного ученичества работал на ростовских стройках. Позднее окончил школу Гражданского Воздушного Флота, Московскую школу лётчиков-инструкторов, Высшую парашютную школу Осоавиахима. Был лётчиком-инструктором и инструктором парашютной подготовки в Тульской лётной школе, командиром парашютно-десантного отряда Всесоюзного парашютного центра Осоавиахима, а позднее работал в Батайской лётной школе Гражданского Воздушного флота, затем в Казахской ССР. В сентябре 1942 года Костенко был призван на службу в Рабоче-крестьянскую Красную Армию.
К апрелю 1945 года гвардии капитан Михаил Костенко командовал эскадрильей 336-го бомбардировочного авиаполка 53-й бомбардировочной авиадивизии 4-го гвардейского бомбардировочного авиакорпуса 18-й воздушной армии Авиации дальнего действия СССР. К тому времени он совершил 297 боевых вылетов на бомбардировку скоплений боевой техники и живой силы противника, его важных объектов.
Указом Президиума Верховного Совета СССР от 15 мая 1946 года за «мужество и героизм, проявленные при совершении боевых вылетов» гвардии капитан Михаил Костенко был удостоен звания Героя Советского Союза с вручением ордена Ленина и медали «Золотая Звезда» за номером 9007.
После окончания войны продолжил службу в Советской Армии. В 1953 году окончил Высшие лётно-тактические курсы. В 1957 году в звании подполковника был уволен в запас. Проживал в городе Сердобске Пензенской области, до 1964 года руководил Сердобским райкомом ДОСААФ. Активно занимался общественной деятельностью.
Умер 24 августа 1995 года, похоронен на Сердобском городском кладбище.
Почётный гражданин Сердобска. Был награждён тремя орденами Ленина, двумя орденами Красного Знамени, орденами Отечественной войны 1-й степени и Красной Звезды, рядом медалей.
В честь Костенко названа улица и установлен его бюст в Сердобске.